# Place Royale (Québec)
Place Royale (en español, Plaza Real) es el "corazón" histórico de la ciudad de Quebec.

## Ubicación y acceso
La plaza está delimitada por las calles Pains Bénits, Notre-Dame y la Place. La iglesia de Notre-Dame-des-Victoires, que es la iglesia de piedra más antigua que aún existe en América del Norte, se encuentra en el centro de la Place Royale al sur. En el centro está el busto de Luis XIV, un rey durante el surgimiento de la colonia de Nueva Francia.

## Historia

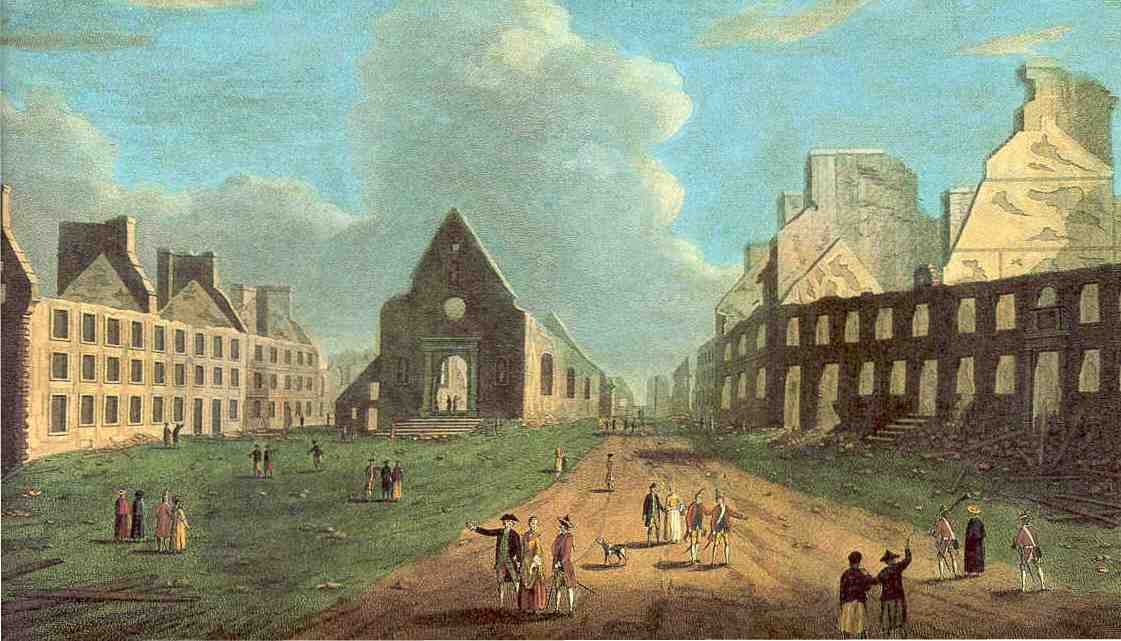
La plaza durante los bombardeos del asedio de Quebec en 1759.

Apodada "la cuna de la civilización francesa en América", la Place Royale se extiende hasta el lugar donde Samuel de Champlain inició la construcción de un puesto fortificado en 1608, el primer asentamiento en Quebec, creando así el asentamiento francés más antiguo permanente en América. Los edificios que se construyeron entonces, como las tiendas de Roy, se utilizaron en particular para el comercio de pieles con los amerindios, que ocasionalmente ocupaban los lugares para pescar y comercializar sus productos.
El puesto de Quebec se desarrolló rápidamente durante el siglo XVII y luego forma lo que ahora se llama la centro histórico de Quebec. Tras el incendio de 1682, los edificios fueron reconstruidos con cortafuegos de piedra que le dieron al espacio su carácter, que aún lleva el nombre de Place du Marché. Un busto del Rey Luis XIV, erigido allí en 1686  por el intendente Champigny. La plaza toma entonces su nombre de Place Royale.
El lugar es un centro de comercio de importancia en la Nueva Francia. De sus edificios son exportados productos a Europa, y es en sus calles donde se descargan los productos importados del Viejo Continente.
En 1759, el ejército inglés del general James Wolfe destruyó gran parte de la ciudad, dejando la Place Royale en ruinas. Los ingleses, ahora dueños del lugar, restauran la plaza y desarrollan su actividad: comerciantes, armadores, comerciantes y arquitectos se instalan en los edificios más bellos.
En el siglo XIX, con la revolución industrial que favoreció el metal sobre la madera y el crecimiento del puerto de Montreal, Place Royale perdió su papel como centro comercial. El barrio se hundió gradualmente en el aislamiento y la ruina hasta 1967, cuando el gobierno de Quebec decidió rehabilitar el sector de la ciudad. A continuación, se le da el nombre Place-Royale al área que rodea a Place Royale.
Posteriormente se realizan operaciones de restauración, reconstrucción y deconstrucción (demolición de estructuras añadidas del siglo XIX y siglo XX) para enfatizar las capas arquitectónicas, en una investigación realizada por Isabelle Faure afirma: “Un diseño ideológico y político apoyó el proyecto Place-Royale. Este último tenía como objetivo crear en el Viejo Quebec una herencia francocanadiense con la que los quebequenses pudieran identificarse". El historiador Denis Vaugeois responde que "el enfoque era más bien turístico y patrimonial en el mejor sentido del término. Es nuestra herencia. Tienes que cuidarlo. Cuando restauramos la pequeña iglesia en la Place Royale, no es para avivar la conciencia religiosa de los fieles".
En el año 2002, se utilizó esta plaza como lugar de grabación para una de las escenas finales de la aclamada película "Catch Me If You Can".

## Edificios notables y lugares memoriales
Ubicada en el distrito histórico del Viejo Quebec, que fue declarado Patrimonio de la Humanidad en 1985 por la Unesco, Place-Royale, de la cual SODEC posee 26 edificios, está delimitada por la calle Saint-Pierre, la costa de la Montaña y la calle del Petit-Champlain. Posee varios edificios históricos, turísticos y culturales, entre los que destacan:
- La Iglesia de Notre-Dame-des-Victoires;
- Parte de los cimientos del 2 Habitation de Champlain (1613);[5]
- Centro de Interpretación Place-Royale, dedicado a la historia del barrio;
- Casa Fornel, edificio catalogado del siglo XVIII reconstruido en 1962, que alberga la asociación Quebec-Francia, antiguo mostrador de Jean-Louis Fornel, que exploró la costa de Labrador en 1737;
- Busto de bronce del rey Luis XIV, erigido en 1686;
- Maison Chevalier, una casa histórica catalogada accesible al público;
- Bóvedas del restaurante Cavour.

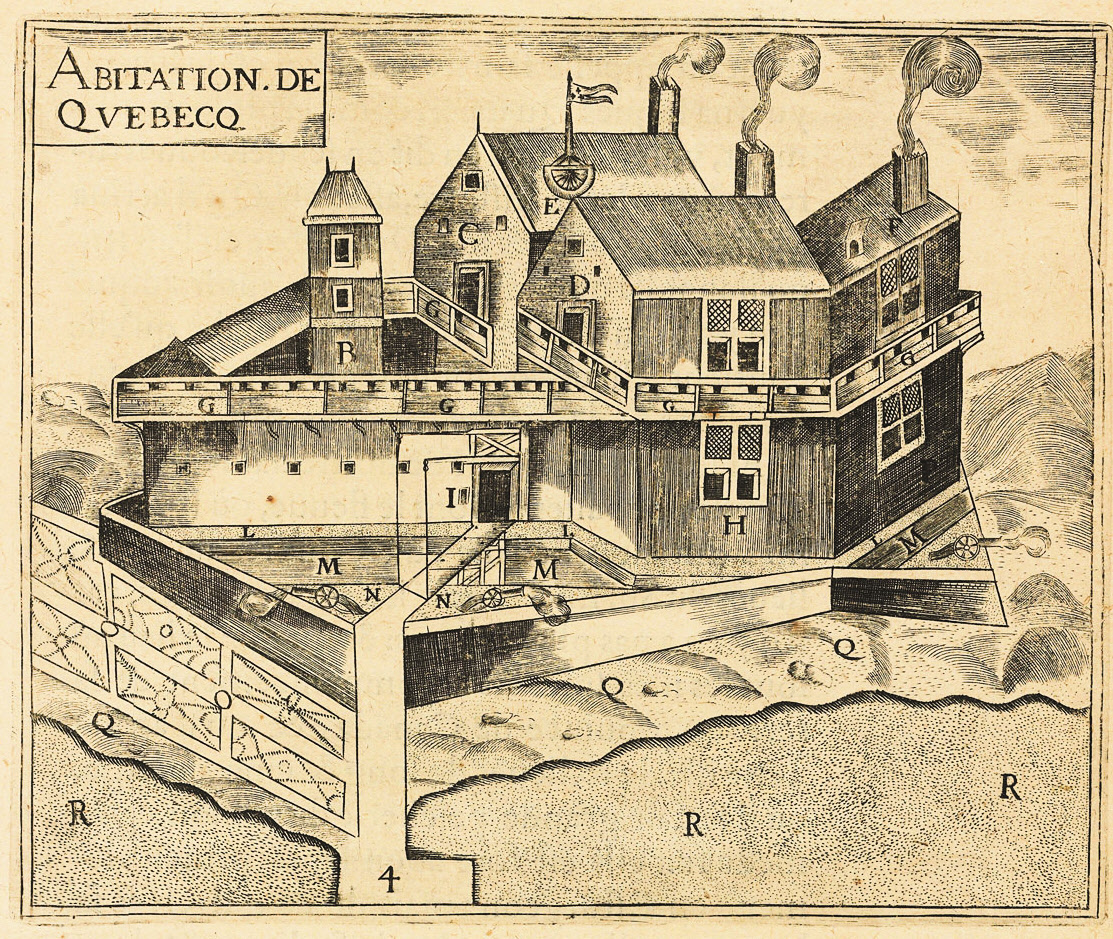
Habitation of Quebec, en 1608, por Samuel de Champlain.
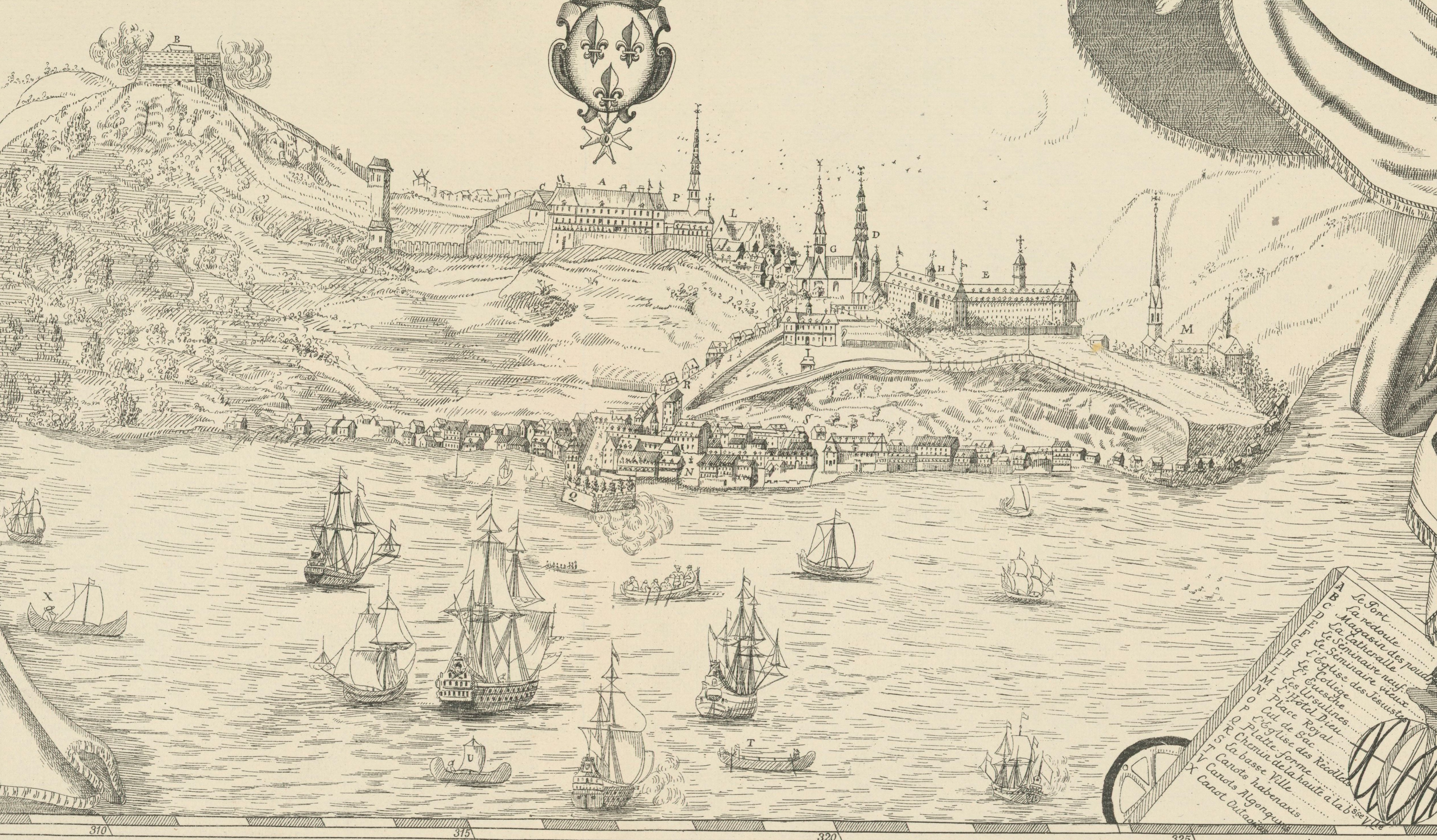
Quebec en 1699 con la ubicación de Place Royale (letra N).
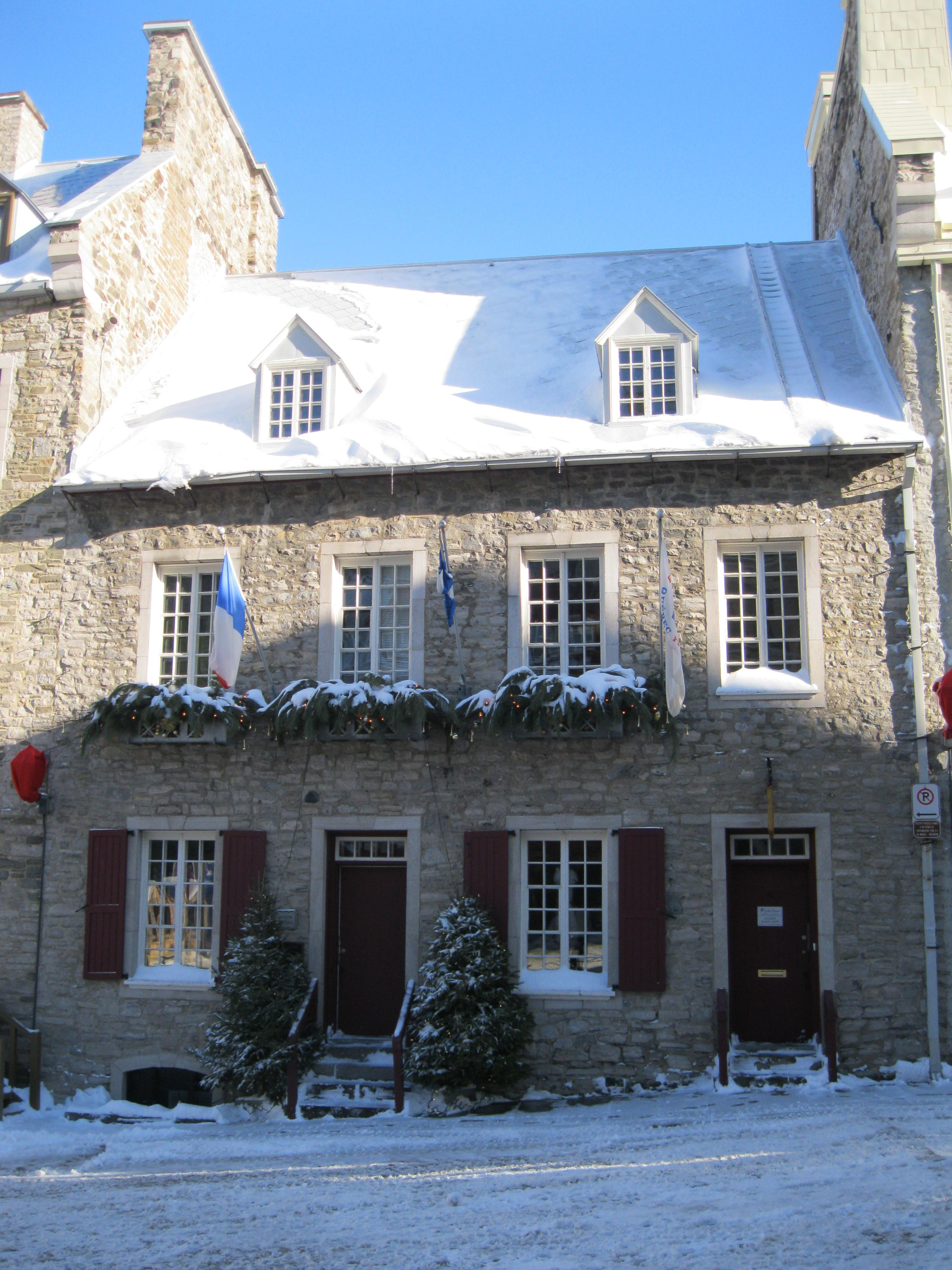
Casa Louis-Fornel.
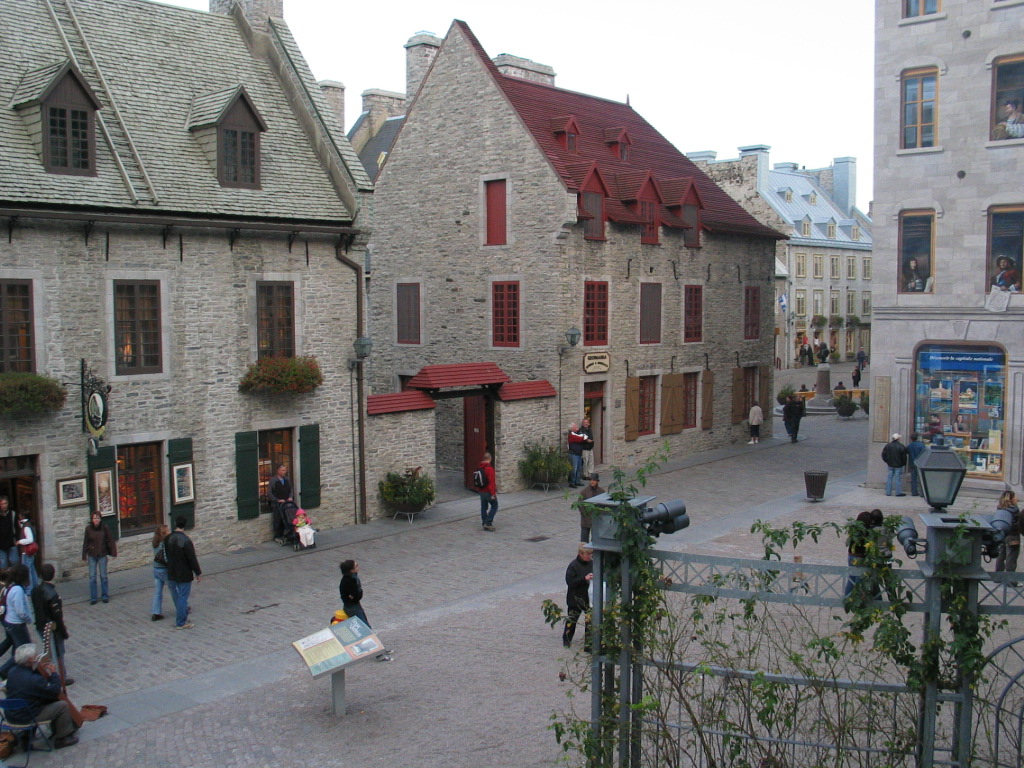
Place Royale.
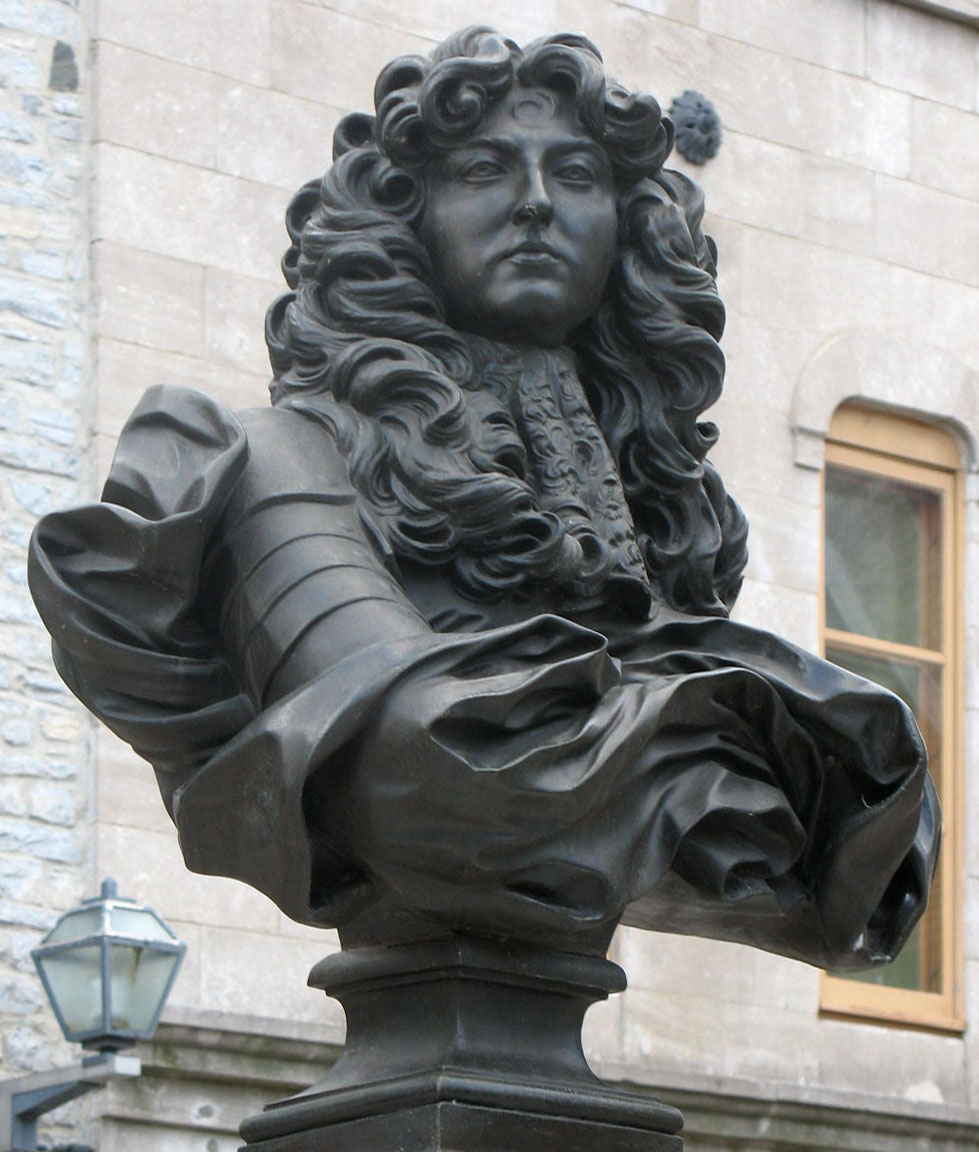
Busto de Luis XIV.
Mapa actual de Quebec con ubicación de Place Royale.

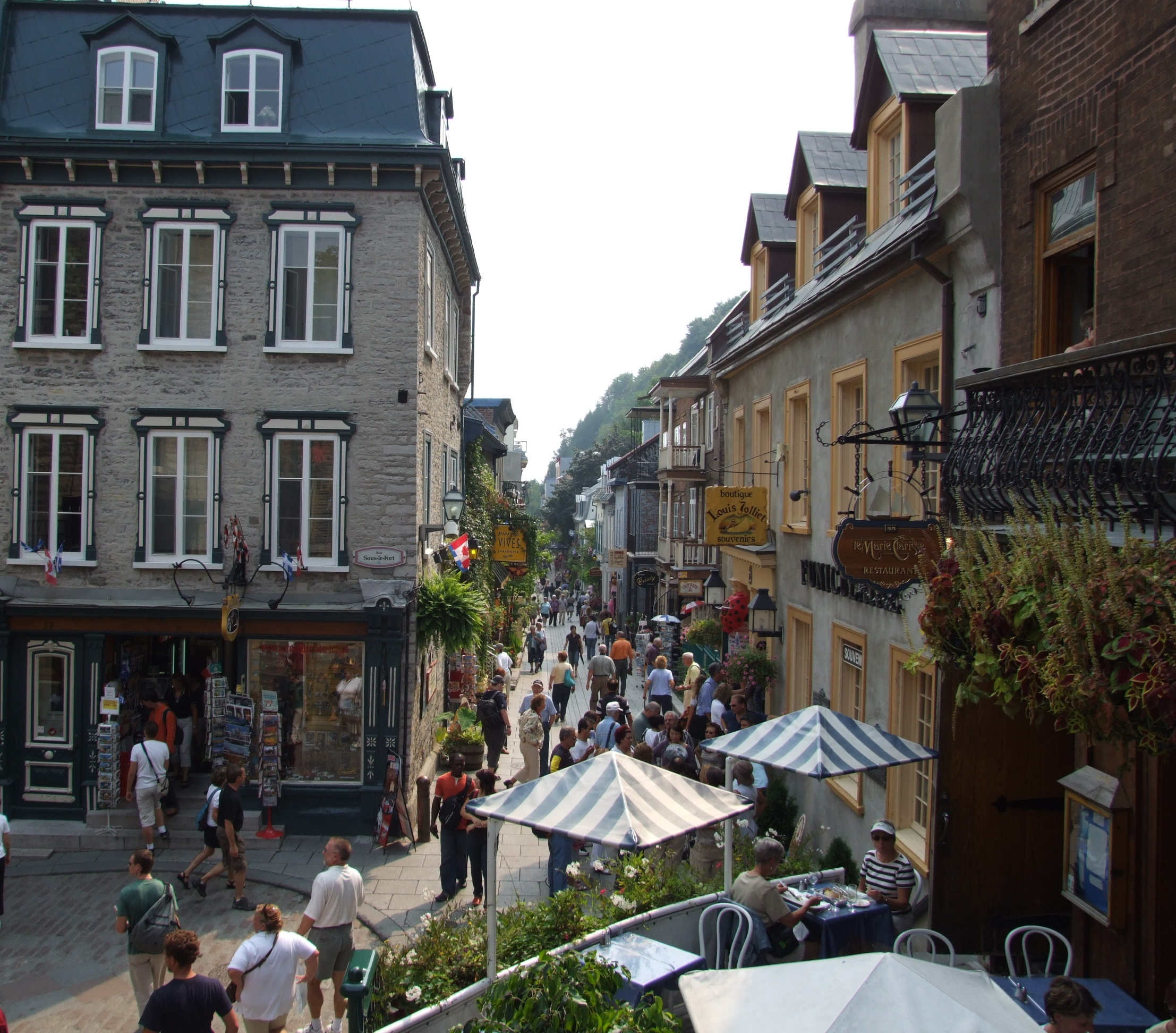
Calle del Petit-Champlain.
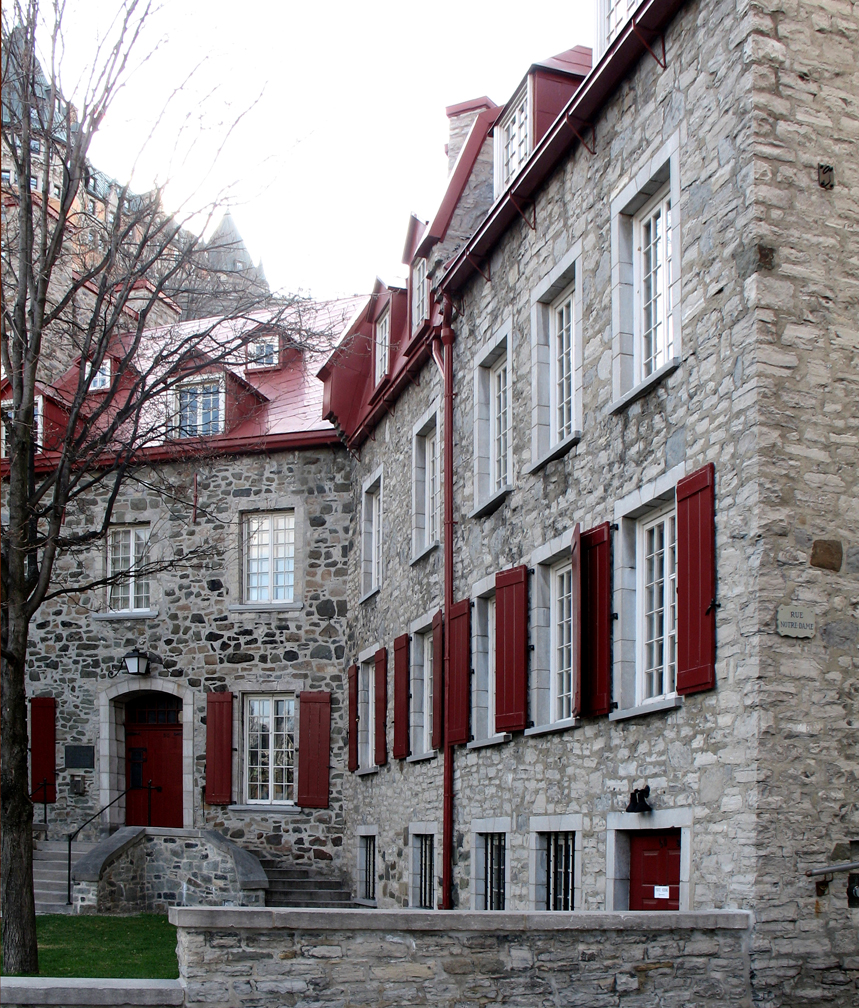
Casa histórica Chevalier.
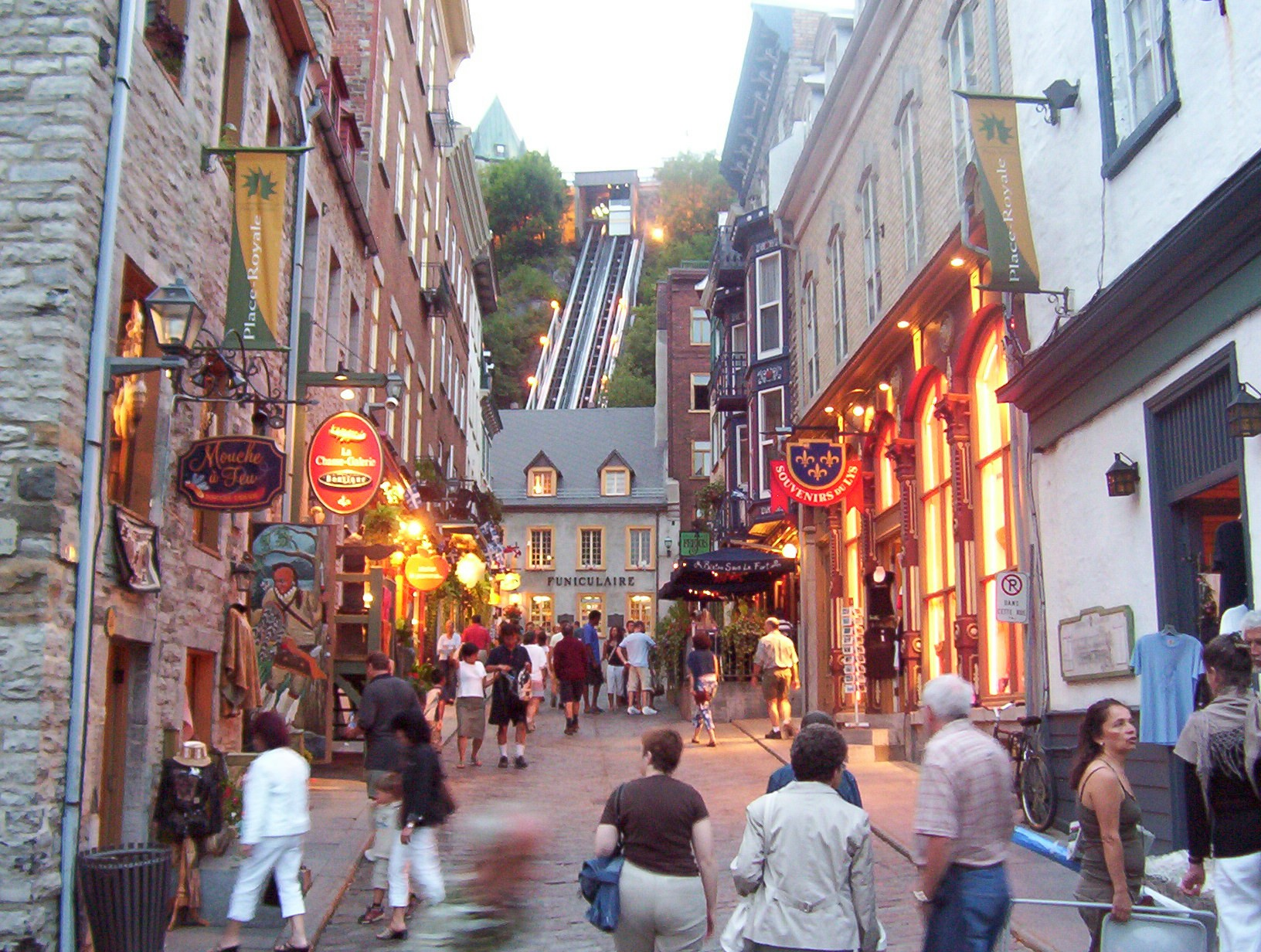
Calle Sous-le-Fort.